# マック・ヘロン
マック・ヘロン（Mack Herron 1948年7月24日- ）は、アメリカ合衆国ミシシッピ州ビロクシ出身のアメリカンフットボール選手。ポションはランニングバック。わずか3シーズンしかプレーしなかったもののNFL史上に残る低身長ながら活躍した選手の1人である。

## 経歴
カンザス州立大学から1970年のNFLドラフト6巡でアトランタ・ファルコンズに指名されたが、CFLのウィニペグ・ブルーボマーズと契約、3シーズンを過ごした。1971年にはウェスタン・ディビジョンからオールスターに出場、1972年には258回のランで1,527ヤードを走り16タッチダウン、オールCFLに選出されMVP投票でも2位となった。エドモントン・エスキモーズ戦ではキックオフリターンで120ヤードを獲得するCFL記録を作った。
1973年にニューイングランド・ペイトリオッツに加入、この年キックオフリターンでリーグトップの1,092ヤード、1回あたり26.6ヤードのリターンを見せた。1974年に当時NFLのシーズンオールパーパスヤード新記録となる2,444ヤードを獲得した。この年彼はオールパーパスヤードでNFL2位となった（1位はO・J・シンプソン）。1974年にはサム・カニンガムとのバックフィールドコンビを組み、チームトップの824ヤードを走ると共にレシーブでも474ヤードを獲得、合計12タッチダウンをあげた。パントリターンでもリーグ2位、1回平均14.8ヤードはNFL4位の成績であった。この年彼はオールパーパスヤードで2,444ヤードを獲得、1966年にゲイル・セイヤーズが作ったNFL記録を更新した。
翌1975年、ペイトリオッツで7試合に出場した後、アトランタ・ファルコンズにトレードされ4試合に出場した。
2011年5月、シカゴでヘロインの不法所持で逮捕された。警察からは、それまでに20回ほど逮捕されており、数回刑務所に入っていることが発表された。